# Costus acreanus
Costus acreanus är en enhjärtbladig växtart som först beskrevs av Ludwig Eduard Loesener, och fick sitt nu gällande namn av Paulus Johannes Maria Maas. Costus acreanus ingår i släktet Costus och familjen Costaceae. Inga underarter finns listade.